# Мужчине живётся трудно. Фильм 26: Песня сизой чайки Торадзиро
«Мужчине живётся трудно. Фильм 26: Песня сизой чайки Торадзиро» (яп. 男はつらいよ　寅次郎かもめ歌 Отоко-ва цурай ё: торадзиро камомэута) — японская комедия режиссёра Ёдзи Ямады, вышедшая на экраны в 1980 году. 26-й фильм популярного в Японии киносериала о комичных злоключениях незадачливого чудака Торадзиро Курума, или по-простому Тора-сана. По результатам проката фильм посмотрели 1 млн 889 тыс. японских зрителей. В этом фильме, в одном из немногих из цикла «Мужчине живётся трудно», главный герой Тора-сан не влюблён. Этот неловкий простак подаёт себя здесь в качестве приёмного отца, таким образом смещая привычные для сериала акценты: не романтическая влюблённость движет здесь поступками героя, а доброта.

## Сюжет
Странствующий торговец вразнос Торадзиро Курума (или по-простому Тора-сан) возвращается домой в свой старомодный район Сибамата. Здесь он узнаёт, что после десяти лет брака его сестра Сакура и её муж Хироси наконец-то переехали из своей тесной квартиры — она была «такая же маленькая, как подводная лодка», — говорил Тора-сан. Сам Тора тоже становится новосёлом. Он был глубоко тронут тем, что Сакура выделила одну спальню в их доме для своего брата. Тора-сан берёт взаймы 20 000 иен (примерно $100 по курсу того времени, большие деньги для вечно неимущего Торадзиро) у своего не менее чудаковатого старого приятеля Гэнко, работающего в местном храме. Тора-сан хочет подарить эти деньги счастливой паре на новоселье.
Однако, как и ожидалось, церемония вручения щедрого дара прерывается в тот момент, когда босс Хироси Умэтаро решает шутки ради проверить, не поддельны ли эти деньги. Разгорается свара, в результате которой Тора-сан вновь уходит из дома.
Посещая во время своих скитаний самый северный из японских островов Хоккайдо, Торадзиро узнаёт о смерти старого приятеля Мидзусимы. Он садится на паром до острова Окусири, чтобы посетить могилу покойного. Здесь он встречает взрослую дочь Мидзусимы Сумирэ. Хотя для Тора-сана умерший друг был когда-то неплохим собутыльником, но алкоголизм Мидзусимы разрушил как его жизнь, так и дочери. Тем более, что она была вынуждена бросить школу, чтобы ухаживать за ним. Когда девушка говорит Тора-сану о своём желании переехать в Токио и пойти учиться в вечернюю школу, чтобы, в конце концов, получить диплом о среднем образовании, он сообщает ей адрес магазина сладостей его семьи в Сибамате. Однако она почти неграмотна и не может даже прочитать адрес. Потрясённый Тора-сан берёт девушку под свою опеку и лично сопровождает её в Токио.
Девушку хорошо и тепло приняли в семье, однако самого Тора-сана начинает беспокоить искренность Сумирэ. Действительно ли она хочет учиться, или в её хорошенькой головке другие планы на столичную жизнь? Его сомнения начинают проясняться, когда появляется её экс-приятель Садао Кикути.

## В ролях
- Киёси Ацуми — Торадзиро Курума (или Тора-сан)
- Тиэко Байсё — Сакура, сестра Торадзиро
- Ран Ито — Сумирэ
- Тацуо Мацумура — учитель Хаяси
- Гин Маэда — Хироси, муж Сакуры
- Масами Симодзё — Тацудзо Курума, дядя Тора-сана
- Тиэко Мисаки — Цунэ Курума, тётя Тора-сана
- Хаято Накамура — Мицуо Сува, сын Сакуры и Хироси, племянник Тора-сана
- Хисао Дадзай — Умэтаро, босс Хироси
- Гадзиро Сато — Гэнко
- Тисю Рю — Годзэн-сама, буддистский священник
- Такэхиро Мурата — Садао Кикути

## Премьеры
- — национальная премьера фильма состоялась 27 декабря 1980 года в Токио[1].

## Награды и номинации
Премия Японской киноакадемии
- 5-я церемония вручения премии (1982)[3]

Номинации:
- лучший актёр — Киёси Ацуми (ex aequo: «Мужчине живётся трудно. Фильм 27: Осакская любовь Торадзиро»)